# كلثوم نواز
كلثوم نواز (بالأردية:  بیگم كلثوم نواز شريف)‏ (29 مارس 1950 - 11 سبتمبر 2018) هي سياسية باكستان، كانت زوجًا لرئيس وزراء باكستان نواز شريف، كما كانت رئيسة الرابطة الإسلامية الباكستانية من 1999 حتى 2002.